# کوچه‌یری
کوچه‌یری (به ترکی آذربایجانی: Kyucheyri) یک منطقهٔ مسکونی در جمهوری آذربایجان است که در شهرستان خیزی واقع شده‌است.